# Muntanyes Torngat
Les muntanyes Torngat són una serralada que es troben a la península del Labrador, a la punta nord de Terranova i Labrador i el Quebec oriental i formen part de la serralada Àrtica. Aproximadament el 56% de la serralada es troba al Quebec, el 44% al Labrador i poc menys d'un 1% a l'illa Killiniq, a Nunavut. Les muntanyes Torngat abasten una superfície de 30.067 km², incloent les regions baixes, i s'estén al voltant de 300 km des del cap Chidley, al nord, fins al fiord Hebron Fjord, al sud. El mont Caubvick, la màxima altura de la serralada, és el punt més alt del Canadà continental a l'est d'Alberta.

## Terreny

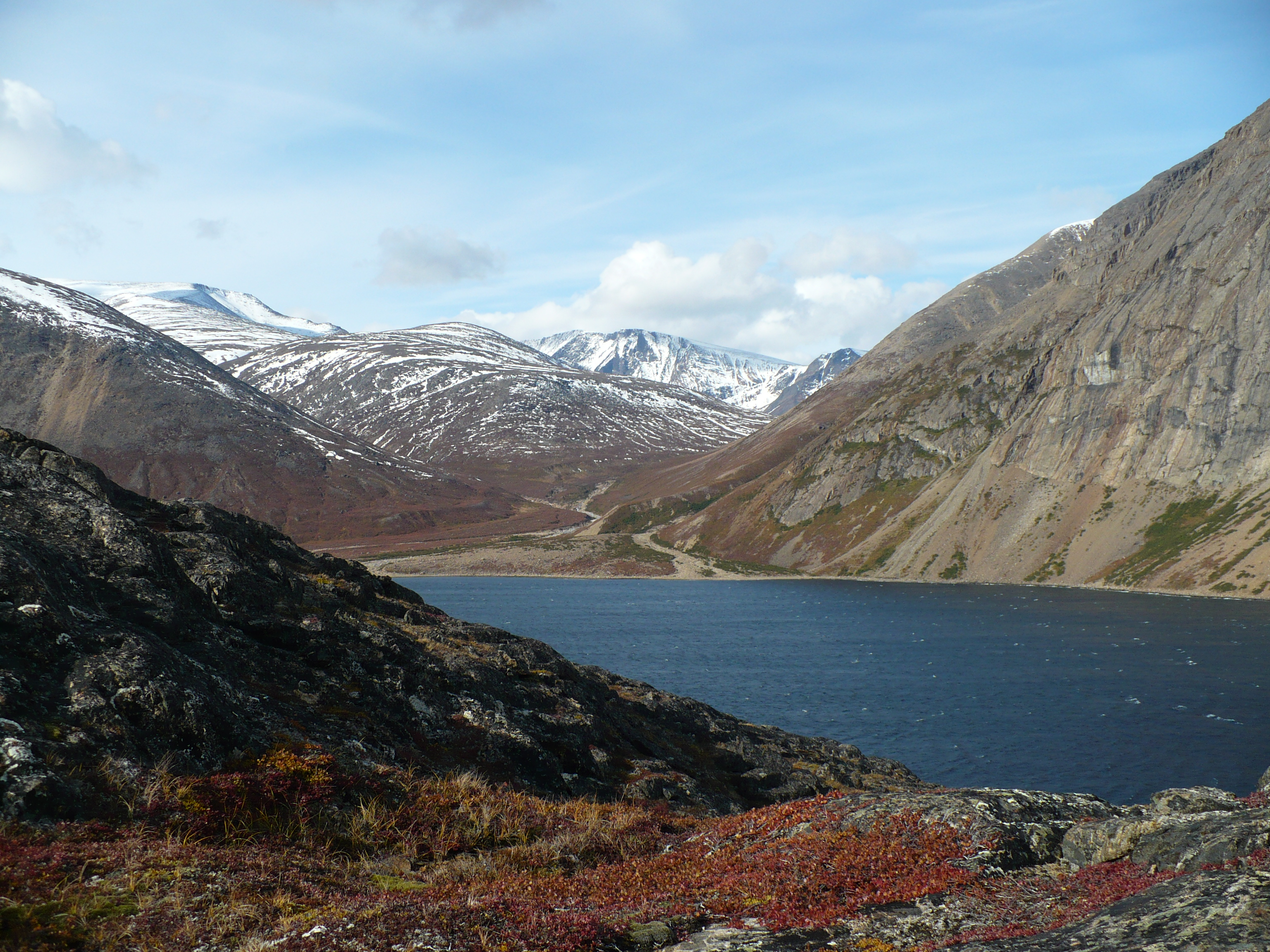
Muntanyes Torngat i fiord Nachvak.

El punt més elevat és el mont Caubvick (també conegut com a Mont d'Iberville), amb 1.652 msnm. No hi ha arbres a la serralada perquè es troben per sobre del límit arbori de l'Àrtic. El permafrost és continu al costat del Quebec, i s'estén de manera discontínua al vessant Artàntic. A partir d'uns 300 msnm el terreny és bàsicament un desert rocallòs.

## Cims principals
| Pos. | Nom               | metres | peus   |
| ---- | ----------------- | ------ | ------ |
| 1    | Mont Caubvick     | 1.652  | 5.420  |
| 2    | Mont Torngarsoak  | 1.595  | 5.232  |
| 3    | Mont Cirque       | 1.568  | 5.144  |
| 4    | Pic 5100 (24I/16) | 1.554+ | 5.100+ |
| 5    | Pic 5074          | 1.547  | 5.074  |
| 6    | Mont Erhart       | 1.539  | 5.049  |
| 7    | Jens Haven        | 1.531  | 5.023  |
| 8    | Pic 5000 (24P/01) | 1.524+ | 5.000+ |
| 9    | Pic 5000 (24I/16) | 1.524+ | 5.000+ |
| 10   | Mont Innuit       | 1.509  | 4.951  |

## Geologia
Alguns dels Gneis precambrians que comprenen les muntanyes Torngat es troben entre els més antics de la Terra i han estat datats en aproximadament 3,6 a 3,9 milions d'anys. Els geòlegs reconeixen aquests gneiss com una part de l'Escut canadenc o Terra Alta Laurènciana, que, component l'antiga Laurència, se separa del continent Rodínia fa aproximadament 750 milions d'anys per formar el nucli geològic d'Amèrica del Nord.

## Glaciació
Les serralades que formen les muntanyes Torngat estan separades per profunds fiords i estrets lacs que estan envoltants de parets de roca. Aquests fiords es formaren durant la darrera glaciació. Actualment Parks Canada documenta més de 40 glaceres a la zona.

## Flora i fauna
El caribú és habitual a la zona i els ossos polars es localitzen a la costa. Nombroses espècies vegetals habituals de la regió àrtica es poden trobar a les muntanyes Torngat.